# Lactarius cistophilus
Lactarius cistophilus é um fungo que pertence ao gênero de cogumelos Lactarius na ordem Russulales. Encontrado na Europa, foi descrito cientificamente por Marcel Bon e Trimbach em 1978.